# Peretz Eliyahu
Peretz Eliyahu Yehuda (in ebraico פרץ יהודה אליהו‎?; Derbent, 1960) è un compositore israeliano.
Nato in Daghestan, dove era conosciuto sul nome Piris Eliyahu o Eliguyev, sonatore di tar, ricercatore e interprete delle tradizioni musicali classiche del Medio Oriente, Caucaso e Asia Centrale. Le sue composizioni musicale ne sono ispirate, alcune usando testi della Bibbia ebraica e della Cabala.

## Biografia
Peretz Eliyahu nacque con il nome di Piris Eliguyev a Derbent, nella repubblica autonoma del Daghestan, nella Federazione Russa. Studiò nel conservatorio di Machačkala, e poi nell'Accademia di musica di Rostov sul Don. 
Dall'infanzia si interessò moltissimo delle tradizioni musicali dei popoli del Caucaso e delle regioni vicine. Amava specialmente i suoni del tar, lo strumento musicale prediletto del suo zio, Israil Israeliov, suonatore professionista, e da 14 anni imparò a suonarlo anche lui. Col passare degli anni registrò della musica etnica nei paesi della sua regione natale, Daghestan, incluso quella della sua comunità - gli ebrei montagnari.
In 1989 emigrò in Israele, stabilendosi a Petah Tiqwa, dove fondò una formazione di musica folkloristica orientale. Abitò per un certo tempo a Ariel, una cittadina ebraica nel territorio occupato di Samaria, insegnandoci musica, anche in un liceo di Netanya. Divenne lettore di teoria musicale in un centro di musica tradizionale aperto all'Università Bar Ilan di Ramat Gan e in un centro di musica e danze orientali a Gerusalemme.
In 2002 si trasferì a Arad, da dove organizzò dei viaggi musico-"contemplativi" nel deserto.
Sua moglie è insegnante di pianoforte. Suo figlio Mark continua la tradizione della famiglia ed è conosciuto come suonatore professionista di violino, saz e kamancheh. Lui ci si è perfezionato in Grecia e Azerbaigian.
Peretz Eliyahu dà spesso concerti insieme con suo figlio in diverse formazioni musicali per voce e strumenti orientali.

## Premi e distinzioni
- Premio del primo ministro d'Israele

## Lavori
- Sinfonia Maqamat per strumenti di corde
- Poema "Cerga"
- "Salmo (Shir Mizmor) per il contemplatore"

## Discografia
- Be'ruach Hamizrach (Nel spirito dell'Oriente)

## Fonti e legami esterni
- fotografia [collegamento interrotto], su webcache.googleusercontent.com.
- dettagli biografici, su kavkaz.org.il. URL consultato il 13 maggio 2011 (archiviato dall'url originale il 9 ottobre 2013).
- piccolo frammento di un concerto di Peretz Eliyahu, suo figlio Mark Eliyahu, e Yossi kadisher, nella fortezza medioevale di Shuni - su YouTube, su youtube.com.

| Controllo di autorità | VIAF (EN) 97794577 · ISNI (EN) 0000 0000 7777 6748 · LCCN (EN) no98116917 · J9U (EN, HE) 987007260877405171 |